# Шируја ел Усвари
Шируја ел Усвари (арапски: شيروية الاسواري, на средњеперсијском: Шерое) био је ирански племић, који је био део сасанидске асбаранске јединице, али је касније пребачен заједно са делом ове јединице у Рашидунски калифат, где је та јединица постала позната као Асавира. Населио се у Басри и оженио сасанидску принцезу звану Марјана (или Маџана), за коју је саградио палату на каналу у Басри.